# Prefektura Nara

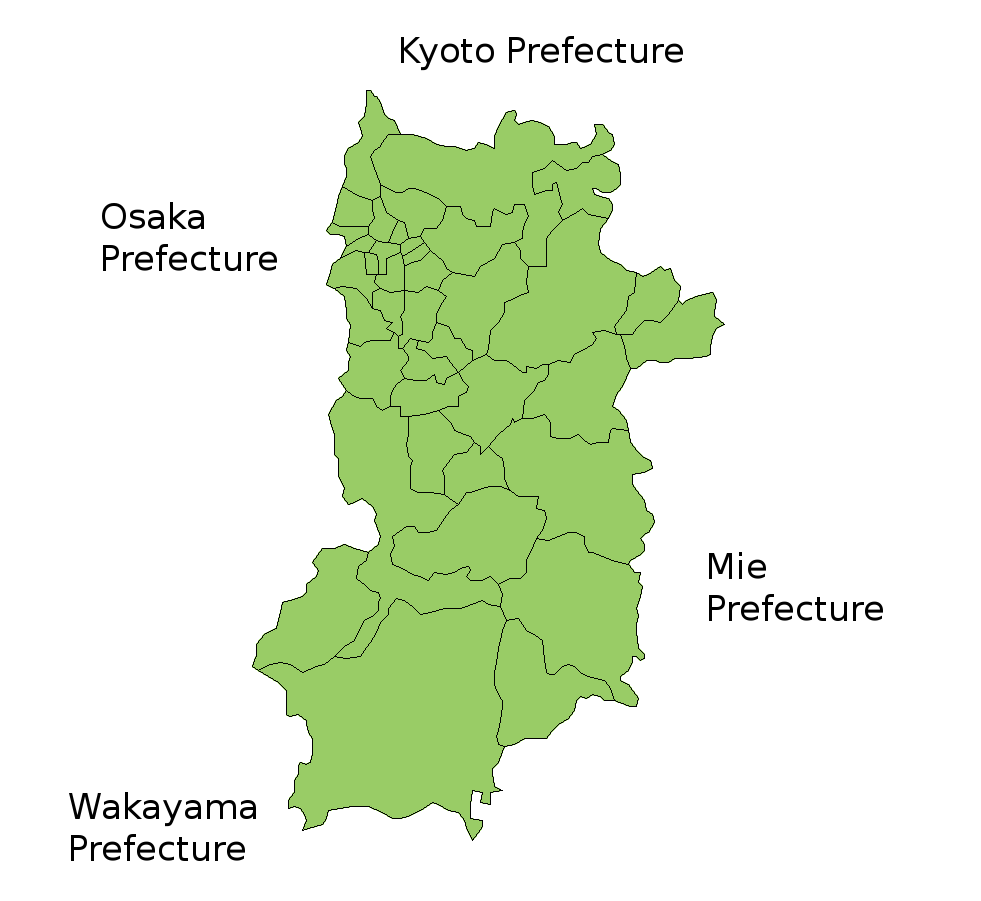
Mapa prefektury Nara

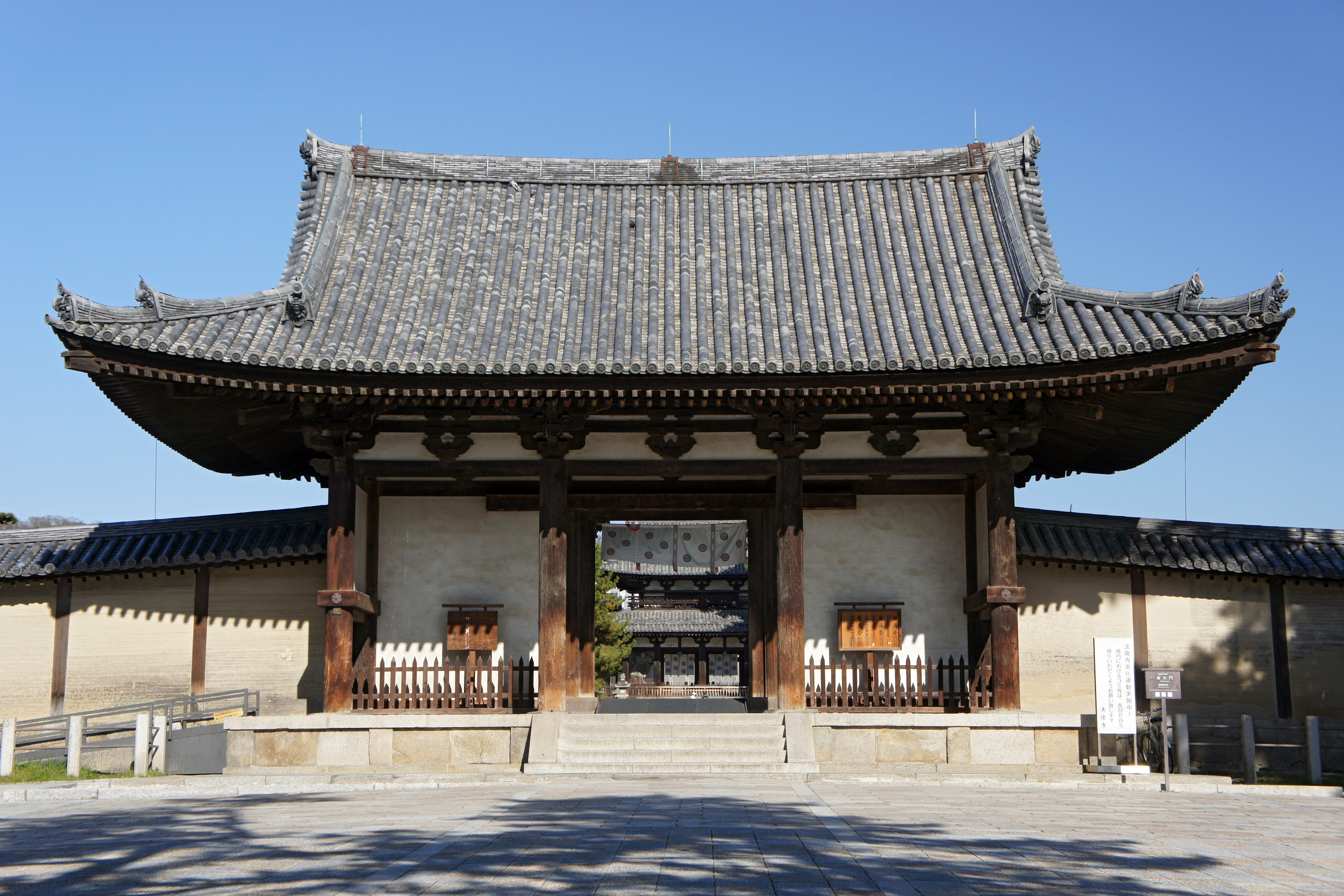
Brána do chrámu Hórjúdži

Prefektura Nara (japonsky: 奈良県, Nara-ken) je jednou ze 47 prefektur Japonska. Nachází se v regionu Kansai na ostrově Honšú. Hlavním městem je Nara.
Prefektura má rozlohu 3 691,09 km² a k 1. říjnu 2005 měla 1 421 367 obyvatel.

## Historie
Prefektura Nara byla založena v roce 1887, před tím bylo její území součástí provincie Jamato.
Na území dnešní prefektury se nacházelo několik starobylých hlavních měst Japonska, a to Asuka-kjó, Fudžiwara-kjó (694-710) a Heidžó-kjó (710-784).

## Geografie
Prefektura Nara leží v regionu Kansai uprostřed poloostrova Kii. Prefektura nemá přístup k moři. Na západě sousedí s prefekturami Wakajama a Ósaka, na severu s prefekturou Kjóto a na východě s Mie.

### Města
V prefektuře Nara leží 12 velkých měst (市, ši):
| - Godžó (五條) - Gose (御所) - Ikoma (生駒) - Jamatokórijama (大和郡山) | - Jamatotakada (大和高田) - Kacuragi (葛城) - Kašiba (香芝) - Kašihara (橿原) | - Nara (奈良 hlavní město) - Sakurai (桜井) - Tenri (天理) - Uda (宇陀) |